# Розета Хајдари
Розета Хајдари (алб. Rozeta Hajdari; Ракоц, 10. јун 1974) албанска је политичарка и актуелна министарка индустрије, предузетништва и трговине Републике Косово.

## Биографија
Рођена је 10. јуна 1974. године у Ракоцу, код Ђаковице, у тадашњој Социјалистичкој Федеративној Републици Југославији. Студирала је економију на Универзитету у Приштини и магистрирала на Универзитету Линеус у Векшу, у Шведској.
Радила је више од две деценије са међународним развојним агенцијама, владиним и пословним организацијама у областима економије, образовања, управљања, реформе јавне управе и европских интеграција. Била је задужена за изградњу институција, планирање и координацију политике, имплементацију, праћење и евалуацију. Током своје каријере, задржала је јасну визију ефикасности помоћи и локалног власништва.